# Salomonöarna vid världsmästerskapen i simsport 2022
Salomonöarna tävlade vid världsmästerskapen i simsport 2022 i Budapest i Ungern mellan den 17 juni och 3 juli 2022. Salomonöarna hade en trupp på en idrottare.

## Simning
Herrar
| Idrottare | Gren             | Heat    | Heat      | Semifinal        | Semifinal        | Final            | Final            |
| Idrottare | Gren             | Tid     | Placering | Tid              | Placering        | Tid              | Placering        |
| --------- | ---------------- | ------- | --------- | ---------------- | ---------------- | ---------------- | ---------------- |
| Edgar Iro | 50 meter frisim  | 27,39   | 82        | Gick inte vidare | Gick inte vidare | Gick inte vidare | Gick inte vidare |
| Edgar Iro | 100 meter frisim | 1.00,73 | 95        | Gick inte vidare | Gick inte vidare | Gick inte vidare | Gick inte vidare |